# Krasnokamsk
Krasnokamsk (Russisch: Краснокамск) is een stad in de kraj Perm, Rusland. De stad had 53724 inwoners bij de volkstelling van 2002. De stad is gesticht in 1930.

## Geboren
- Olga Bryzgina (1963), atlete

Bestuurlijk centrum: Perm

Aleksandrovsk · Berezniki · Dobrjanka · Goebacha · Gornozavodsk · Gremjatsjinsk · Kizel · Koedymkar · Koengoer · Krasnokamsk · Krasnovisjersk · Lysva · Nytva · Ochansk · Oesolje · Osa · Otsjor · Solikamsk · Tsjajkovski · Tsjerdyn · Tsjernoesjka · Tsjoesovoj · Tsjormoz · Veresjtsjagino